# Lechenaultia macrantha
Lechenaultia macrantha är en tvåhjärtbladig växtart som beskrevs av Kurt Krause. Lechenaultia macrantha ingår i släktet Lechenaultia och familjen Goodeniaceae. Inga underarter finns listade i Catalogue of Life.